# تیتانیت
تیتانیت  (به انگلیسی: Titanite) با فرمول شیمیایی CaTi[O-SiO4] از مجموعه کانی هاست و از عنصر تیتان و ترکیب شیمیایی اش گرفته شده‌است. محلول در HF و H2SO4 CaO:۲۸٫۶٪ TiO۲:۴۰٫۸٪ SiO۲:۳۰٫۶٪ و ادخال‌های Ce , Y , Al , Fe برای اولین بار در سوئیس کشف شد و از نظر شکل بلور: قرصی شکل - منشوری - ماکله، رنگ: سفید - زرد قهوه‌ای - متمایل به قرمز - متمایل به سبز، شفافیت: شفاف - نیمه شفاف، شکستگی: صدفی - ناقص، جلا: شیشه‌ای - چرب - الماسی، رخ: کامل- مطابق با سطح، سیستم تبلور: مونوکلینیک و در رده‌بندی سیلیکات است همچنین خاصیت مغناطیسی ندارد و منشأ تشکیل آن ماگمایی - هیدروترمال - دگرگونی است.
همایند کانی‌شناسی (پارانژ) آن واکنش‌های شیمیایی و سختیاکسینیت- فلدسپات ها- کلریت- روتیل- آلبیت- کوارتز است
، از نظر ژیزمان بلوری - آگرگات دانه‌ای - توده‌ای - شعاعی کمیاب است و بیشتر در آلمان غربی، سوئیس، اطریش، ایتالیا، URSS، نروژ، سوئد، کانادا، آمریکا یافت می‌شود.